# Pease 1
Pease 1 (Küstner 648) – mgławica planetarna znajdująca się w konstelacji Pegaza w odległości około 32 600 lat świetlnych od Ziemi. Została odkryta w 1928 roku przez Francisa Pease'a.
Pease 1 była pierwszą mgławicą planetarną odkrytą w gromadzie kulistej. Znajduje się wewnątrz gromady Messier 15. Wcześniej, w roku 1921, została skatalogowana jako gwiazda Küstner 648 przez Friedricha Küstnera. Jest to jedna spośród zaledwie 4 znanych mgławic planetarnych powiązanych z gromadą kulistą.